# Atrijuglans
Atrijuglans é um gênero de mariposa pertencente à família Acrolepiidae.